# Lista de atores que venceram os prêmios Oscar, BAFTA, Globo de Ouro, SAG, e o Critic's Choice por uma performance individual
Na história do cinema e das premiações cinematográficas, 21 atores e 23 atrizes já venceram o Oscar, BAFTA, Globo de Ouro, SAG Awards e o Critics' Choice Movie Awards por uma performance individual. Estas premiações, são consideradas as mais importantes da indústria cinematográfica, dadas anualmente. Daniel Day-Lewis e Renée Zellweger são as únicas pessoas a conseguirem este feito duas vezes, além de Renée ser a única a ganhar todos esses prêmios em ambas categorias de atuação (principal e coadjuvante).

## Atores

### Papéis principais
- Geoffrey Rush por Shine em 1997
- Jamie Foxx por Ray em 2005
- Philip Seymour Hoffman por Capote em 2006
- Forest Whitaker por The Last King of Scotland em 2007
- Colin Firth por The King's Speech em 2011
- Daniel Day-Lewis por There Will Be Blood em 2008 e Lincoln em 2013
- Leonardo DiCaprio por The Revenant em 2016
- Gary Oldman por Darkest Hour em 2018
- Joaquin Phoenix por Joker em 2020
- Will Smith por King Richard em 2022

### Papéis coadjuvantes
- Javier Bardem por No Country for Old Men em 2008
- Heath Ledger por The Dark Knight em 2009 (postumamente)
- Christoph Waltz por Inglourious Basterds em 2010
- Christopher Plummer por Beginners em 2012
- J. K. Simmons por Whiplash em 2015
- Sam Rockwell por Three Billboards Outside Ebbing, Missouri em 2018
- Mahershala Ali por Green Book em 2019
- Brad Pitt por Once Upon a Time in Hollywood em 2020
- Daniel Kaluuya por Judas and the Black Messiah em 2021
- Robert Downey Jr. por Oppenheimer em 2024
- Kieran Culkin por A Verdadeira Dor em 2025

## Atrizes

### Papéis principais
- Julia Roberts por Erin Brockovich em 2001
- Reese Witherspoon por Walk the Line em 2006
- Helen Mirren por The Queen em 2007
- Kate Winslet por The Reader em 2009*
- Natalie Portman por Black Swan em 2011
- Cate Blanchett por Blue Jasmine em 2014
- Julianne Moore por Still Alice em 2015
- Brie Larson por Room em 2016
- Frances McDormand por Three Billboards Outside Ebbing, Missouri em 2018
- Renée Zellweger por Judy em 2020

*Enquanto Kate Winslet venceu o Oscar e o BAFTA por Melhor Atriz Principal, ela venceu o Globo de Ouro, SAG, e o Critics' Choice por Melhor Atriz Coadjuvante.

### Papéis coadjuvantes
- Renée Zellweger por Cold Mountain em 2004
- Jennifer Hudson por Dreamgirls em 2007
- Kate Winslet por The Reader em 2009*
- Mo'Nique por Precious em 2010
- Octavia Spencer por The Help em 2012
- Anne Hathaway por Les Misérables em 2013
- Patricia Arquette por Boyhood em 2015
- Viola Davis por Fences em 2017
- Allison Janney por I, Tonya em 2018
- Laura Dern por Marriage Story em 2020
- Ariana DeBose por West Side Story em 2022
- Da'Vine Joy Randolph por The Holdovers em 2024
- Zoë Saldaña por Emilia Pérez em 2025

*Enquanto Kate Winslet venceu o Oscar e o BAFTA por Melhor Atriz Principal, ela venceu o Globo de Ouro, SAG, e o Critics' Choice por Melhor Atriz Coadjuvante.